# Hồ Vostok
Hồ Vostok (tiếng Nga: Озеро Восток, nghĩa "Hồ phương Đông") là hồ lớn nhất trong hơn 140 các hồ ngầm dưới mặt băng ở Nam Cực. Băng nằm phía trên đã tạo nên một kỷ lục cổ khí hậu liên tục 400.000 năm, mặc dù nước hồ có thể đã bị cô lập trong 15  đến 25 triệu năm.
Hồ Vostok nằm ở cực giá lạnh phía nam, bên dưới trạm Vostok của Nga dưới bề mặt của trung tâm Bảng Đông Nam Cực băng cao 3.488 m (11.444 ft) trên mực nước biển trung bình. Bề mặt của hồ nước ngọt này nằm dưới bề mặt băng khoảng 4.000 m, tức cao hơn mực nước biển khoảng 500m. Hồ dài 250 km và nơi rộng nhất là 50 km, và bao phủ một diện tích 15.690 km², tương đương với diện tích hồ Ontario, nhưng thể tích lớn hơn 3 lần. Độ sâu trung bình là 344 m. Nó có thể tích ước tính khoảng 5.400 km³.. Hồ được chia thành hai lưu vực sâu bởi một sống núi. Nước ở dạng lỏng trên sườn núi là khoảng 200 m, so với khoảng 400 m sâu trong lưu vực phía bắc và 800 m sâu ở phía nam.